# 312
Cette page concerne l'année 312  du calendrier julien. Pour l'année 312 av. J.-C., voir 312 av. J.-C. Pour le nombre 312, voir 312 (nombre).
L'année 312 est une année bissextile qui commence un mardi.

## Événements
- 1er janvier : début du consulat de Constantin. Maxence refuse de le reconnaitre et fait détruire ses statues en Italie. Constantin prescrit la damnatio memoriae de son adversaire et avance par Lyon, Vienne vers les Alpes du Sud pour envahir l'Italie[1].
- 13 avril : Pâques est célébrée librement en Italie pour la première fois depuis l'édit de Dioclétien de 303.
- Printemps-été : Constantin, passé en Italie au début de l'année, prend Suse, est vainqueur de la cavalerie de Maxence à Turin, puis marche vers l'est. Après une escarmouche à Brescia, il assiège Vérone où s'est réfugié le Préfet du prétoire Ruricius Pompeianus resté fidèle à Maxence. Celui-ci est tué en tentant de lever le siège par surprise[1].
- Fin de l'été : Maxence abandonne la vallée du Pô pour se retirer à Rome. Constantin marche vers le sud. Il aurait eu un rêve lui promettant la victoire s'il plaçait un chrisme, ligature des deux premières lettres grecques de Christ sur le bouclier de ses soldats : « In hoc signo vinces »[1].
- 24 septembre : début de la première indiction fixant le montant annuel de l'impôt foncier dans l'Empire romain pour une période de 15 ans[2].

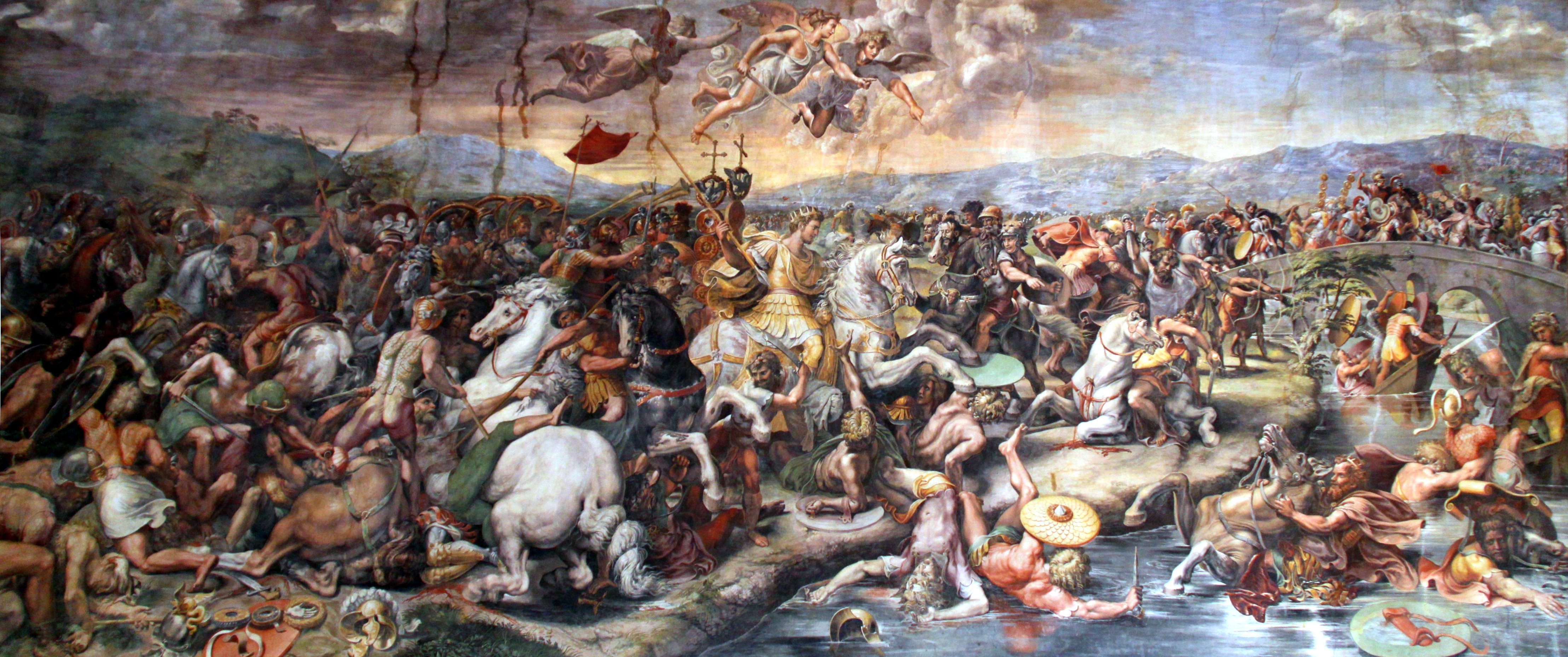
La bataille du pont Milvius, Jules Romain, XVIe siècle.

- 28 octobre : victoire de Constantin Ier sur Maxence, à la bataille du pont Milvius, aux abords de Rome. Enfoncé par la cavalerie de Constantin, Maxence se noie dans le Tibre en se repliant sur la ville[1].
- 29 octobre : Constantin entre triomphalement à Rome avec ses troupes ornées du chrisme. Il écrit à Maximin Daïa une lettre menaçante lui demandant d’arrêter la persécution des chrétiens en Orient. Maximin s'exécute à contrecœur. Après sa victoire, Constantin sécurise l'Italie, l'Afrique, où il envoie la tête de Maxence, et le haut Danube. Il abolit la garde prétorienne, en partie décimée pendant la bataille. Il entretient des relations cordiales avec l'évêque de Rome Miltiade qui reçoit le palais du Latran, résidence de l'impératrice Fausta[1].
- Hiver : Maximin Daïa, basé en Bithynie, doit affronter la famine et les exactions de bandits en Carie. Il envisage d'attaquer l'Arménie dont le roi Tiridate s'est converti au christianisme. Vers cette époque, il chasse de Nicomédie la veuve de Galère, la sœur de Dioclétien, Valeria[1].

- Concile de Carthage qui dépose Caecilianus et le remplace par Majorinus comme évêque de Carthage[3]. Il élabore la future doctrine donatiste. Donat, évêque de Casae Nigrae (Numidie), prône une utilisation rigoureuse des sacrements, et soulève les petits cultivateurs berbères contre les colons romains. Sa doctrine sera condamnée par le concile d’Arles en 314.
- Alexandre d'Alexandrie devient évêque d'Alexandrie[4].

## Naissances en 312
- Géminien de Modène, évêque.

## Décès en 312
- 7 janvier : Lucien d'Antioche, philosophe chrétien, martyre à Nicomédie[5].
- 28 octobre : Maxence, empereur romain, lors de la bataille du pont Milvius près de Rome.